# Нормативен контрол
Нормативният контрол в библиотечното дело е метод за организиране на библиотекарските каталози и библиографската информация чрез използване на уникално, различно наименование за всяка тема и личност, което се нарича контролен запис или библиографски запис. В термина нормативен контрол се използва думата норма, което означава, че изписването на имената на хора, места, обекти и идеи следва дадена норма, т.е. са изписани по точно определен, стандартен начин. Това уникално наименование не се променя никъде в даден каталог. Обхватът и употребата на всяко наименование са описани накратко в заглавието на контролния запис, което прави библиотечните каталози лесни за употреба.
Каталогизаторите дават на всеки обект (като автор, книга, серия, сдружение) уникално наименование, което да прави недвусмислени всички референции към темата или личността, независимо дали за това наименование съществуват няколко различни изписвания или псевдоними. Заглавните данни на контролния запис могат да съдържат релевантна информация за свързани теми.
Базите данни от нормативни записи се наричат още библиографски бази данни.

## Примери

### Различни наименования за един и същи субект
Понякога в рамките на един каталог се срещат и различни наименования за един и същи обект. Това затруднява изследователите, тъй като при търсене те може да не открият част от нужната им информация. Това се избягва с използване на контролни записи, към които съставителите на каталога са добавили информация, която събира на едно място логически свързани материали, които са представени по няколко начина.
Например в Уикипедия Принцеса Даяна е субект на статията Даяна Спенсър и препратките към нея са изписани по множество различни начини. Но Принцеса Даяна и Даяна Спенсър са една и съща личност. В библиотечен каталог различните записи за Даяна Спенсър могат да имат следните заглавия:
1. Даяна (1)
2. Даяна, принцеса на Уелс (1)
3. Даяна, принцеса на Уелс, 1961−1997 (13)
4. Даяна, принцеса на Уелс 1961−1997 (1)
5. Даяна, принцеса на Уелс, 1961−1997 (2)
6. ДАЯНА, ПРИНЦЕСА НА УЕЛС, 1961−1997 (1)
7. Даяна, принцеса на Уелс, − Иконография (2)

Всички тези варианти описват една и съща личност. Нормативният контрол позволява да се групират логически свързаните материали и намалява броя на тези записи до един, който понякога се нарича точка за достъп:
- Даяна, принцеса на Уелс, 1961 – 1997[4]

Тъй като всяка библиотека разработва точките за достъп самостоятелно, за опростяване съществуват стандартизирани каталози като Виртуален международен нормативен архив на английски: Virtual International Authority File, VIAF. Например идентификаторът за принцеса Даяня в Германската национална библиотека е 118525123, а в Библиотеката на Конгреса е Diana, Princess of Wales, 1961 – 1997. VIAF предлага общ идентификатор VIAF ID: 107032638, обединяващ всички тези варианти.

## Стандарти
Съществуват няколко стандарта, които използват различни акроними:
- Стандарти за контролни метаданни
  - Стандарт MARC за контролни записи в машинен формат.[5]
  - MADS (Metadata Authority Description Schema) XML схема за контролни записи
  - EAC (Encoded Archival Context), XML схема за контролни записи, която отговаря на стандарта ISAAR.

- Идентификатори за физически и юридически лица:
  - ISAAR (International Standard Archival Authority Record) за юридически лица, физически лица и семейства.[6]
  - ISNI (International Standard Name Identifier)
  - DAI – Digital Author Identification, част от ISNI.
  - LCCN – Library of Congress Control Number
  - NDL – National Diet Library
  - ORCID – Open Researcher and Contributor ID част ISNI: за идентифициране на академични лица и автори.
  - VIAF – Virtual International Authority File: за идентифициране на физически и юридически лица.
  - WorldCat/identities

- Идентификационни и контролни системи за библиографски обекти:
  - DOI – Digital object identifier
  - urn:lex – за правни документи
  - ISBN – International Standard Book Number
  - ISSN – International Standard Serial Number
- Други системи
  - GeoNames